# Pierre-Sébastien Guersant
Pierre-Sébastien Guersant est un statuaire et réalisateur d'ornements français né le 20 janvier 1789 à Déols (Indre) et mort le 5 avril 1853 à Paris,. On ne sait que très peu de choses de sa vie, sinon qu'il a été l'élève de Pierre Cartellier et que son père Antoine Guersant travaillait pour le comte d'Artois à Châteauroux.
Ses sculptures étaient souvent des commandes de l'administration publique de la Restauration. Elles représentent en majorité des figures glorifiées de l'histoire de France et des allégories dans un style antiquisant. Il était membre de la Société libre des beaux-arts de Paris et travaillait au 109 quai de Valmy à Paris,. Il semblerait qu'il ait enseigné et que Louis-Auguste Levêque fut l'un de ses élèves. 

## Notoriété
La qualité de son travail fut reconnue à de nombreuses reprises. Ses œuvres furent exposées au Salon entre 1814 et 1850, où il rencontra un certain succès, en étant médaillé à de multiples reprises,. Il exposa au Salon pour la première fois en 1814, avec deux bas-reliefs : Sa Majesté Louis XVIII accordant la grâce à un homme condamné aux fers et Retour de l'enfant prodigue dans sa famille (plâtre). Il reçut une médaille d'or pour cette dernière réalisation. En outre, son buste de Jeanne Hachette exécuté à la demande du ministère de l'Intérieur en 1822 a été récompensé par une médaille d'or,.
La reconnaissance de son travail transparaît également par l'importance des travaux dont il fut chargé. En 1825, il réalisa les statues ornementales du trône de sacre de Charles X à Reims, dont 17 figures en bois.
Par ailleurs, il gagne un concours pour la réalisation du fronton de l'Église de la Madeleine en 1829. Bien que son projet représentant une descente de croix ne soit finalement pas retenu, il a confectionné une bordure avec anges et fleurs sur ce même monument. En 1834, il a sculpté une allégorie de la Foi sur les caissons de la voûte du porche intérieur en collaboration avec Lequien.
Aujourd'hui, peu de ses statues sont vendues aux enchères. Néanmoins, en 2014, sa Suzanne au bain, inspirée de la statue homonyme de Pierre-Nicolas Beauvallet, marbre blanc de 145 centimètres de haut réalisé en 1840 et ayant appartenu à Charles William Vane, a été acquise pour la somme de 158 500 £ chez Christie's, soit cinq fois le prix estimé environ.

## Œuvre

### Commandes publiques

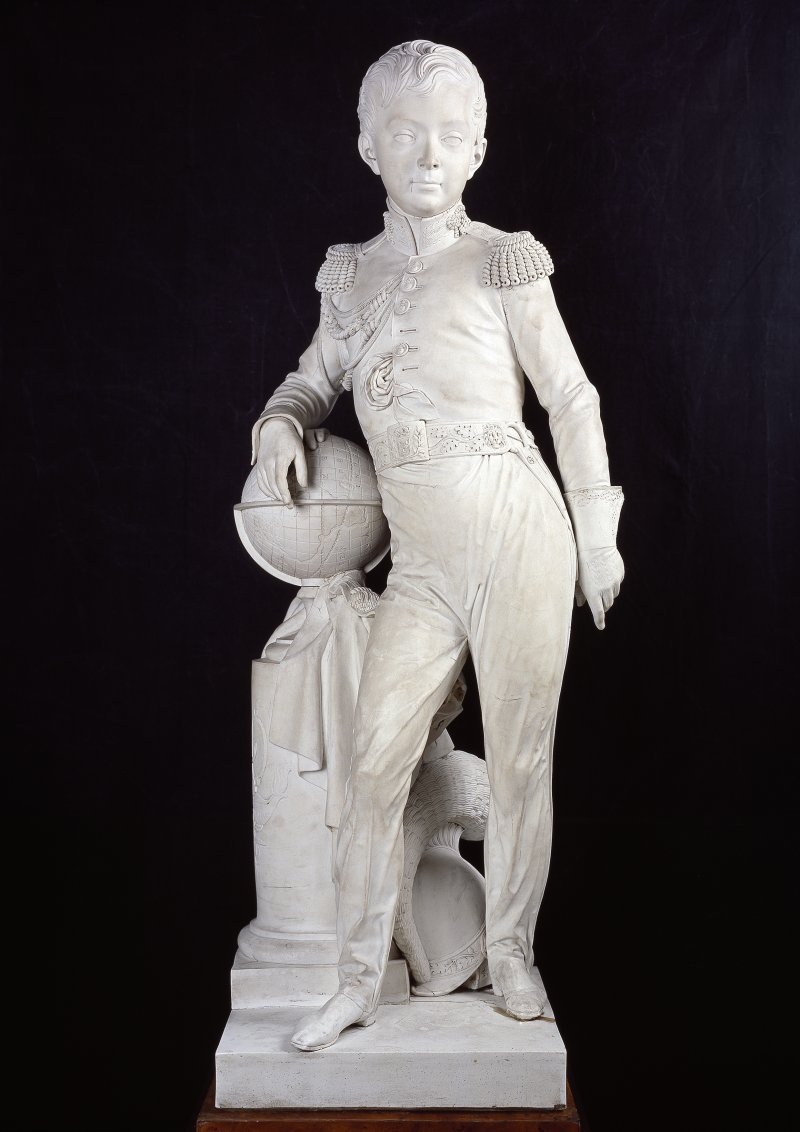
Statue de Henri d'Artois, duc de Bordeaux, alors âgé de 7 ans.

Son œuvre qui nous est parvenue est majoritairement composée de statues et de bas-reliefs réalisés à la suite de commandes publiques. Il est devenu sculpteur officiel de l'État en 1822 et une grande partie de son travail est faite durant la Restauration. Par exemple, le ministre de la Maison du Roi lui fait exécuter un buste en marbre de Germain Pilon (86 centimètres) en 1824 dans le but de l'exposer dans la galerie du musée du Louvre, celui-ci étant conservé au Musée Bertrand de Châteauroux depuis 1886,.
Sa statue la plus célèbre de nos jours est probablement celle du duc de Bordeaux. Elle a été commandée par Charles X en 1827 et représente en grandeur nature son petit-fils, Henri d'Artois, alors âgé de 7 ans. Le roi de France en fait cadeau à sa nièce, la duchesse d'Angoulême, qui s'en occupait en 1828. Sa réalisation est une prouesse technique tenant à la taille de la pièce : mesurant 121 centimètres sur 55,7 centimètres, il s'agit du plus grand biscuit jamais réalisé par la manufacture de Sèvres. Elle est aujourd'hui conservée au Musée des Arts décoratifs de Bordeaux.
Certaines des commandes avaient pour objet la réalisation d'ornementations pour des monuments parisiens. Entre autres, le ministère de l'Intérieur a commandé des bas-reliefs pour la fontaine de la Bastille ; Pierre-Sébastien Guersant réalisa pour ce faire un Homère couronné par les génies de la poésie lyrique et de la poésie pastorale en 1817. En 1827, il sculpta des bas-reliefs à la demande de la Maison du roi pour le grand escalier du Louvre représentant une allégorie de la Sculpture faisant face à Minerve (171 sur 153 centimètres).
Si la majeure partie de ses œuvres fut commandée par le Ministère de l'Intérieur et par la Maison du roi, une statue intitulée La Vierge tenant l'enfant Jésus a été réalisée à la demande du préfet du département de la Seine en 1824 pour l'église Saint-François d'Assises,.
Sa relative dépendance pour les commandes publiques est par ailleurs assez bien documentée. Son Buste de Quintilien, réalisé en 1848 et exposé au Salon en 1849, a fait l'objet d'une correspondance avec son contemporain David d'Angers, dans laquelle il explique avoir voulu sculpter un « brave guerrier ayant versé son sang généreux pour la défense de nos lois ». Néanmoins, il dut se plier aux exigences de la commande du ministère de l'Intérieur et réalisa un buste en l'honneur du rhéteur, placé ensuite à l'École normale.

### Commandes privées

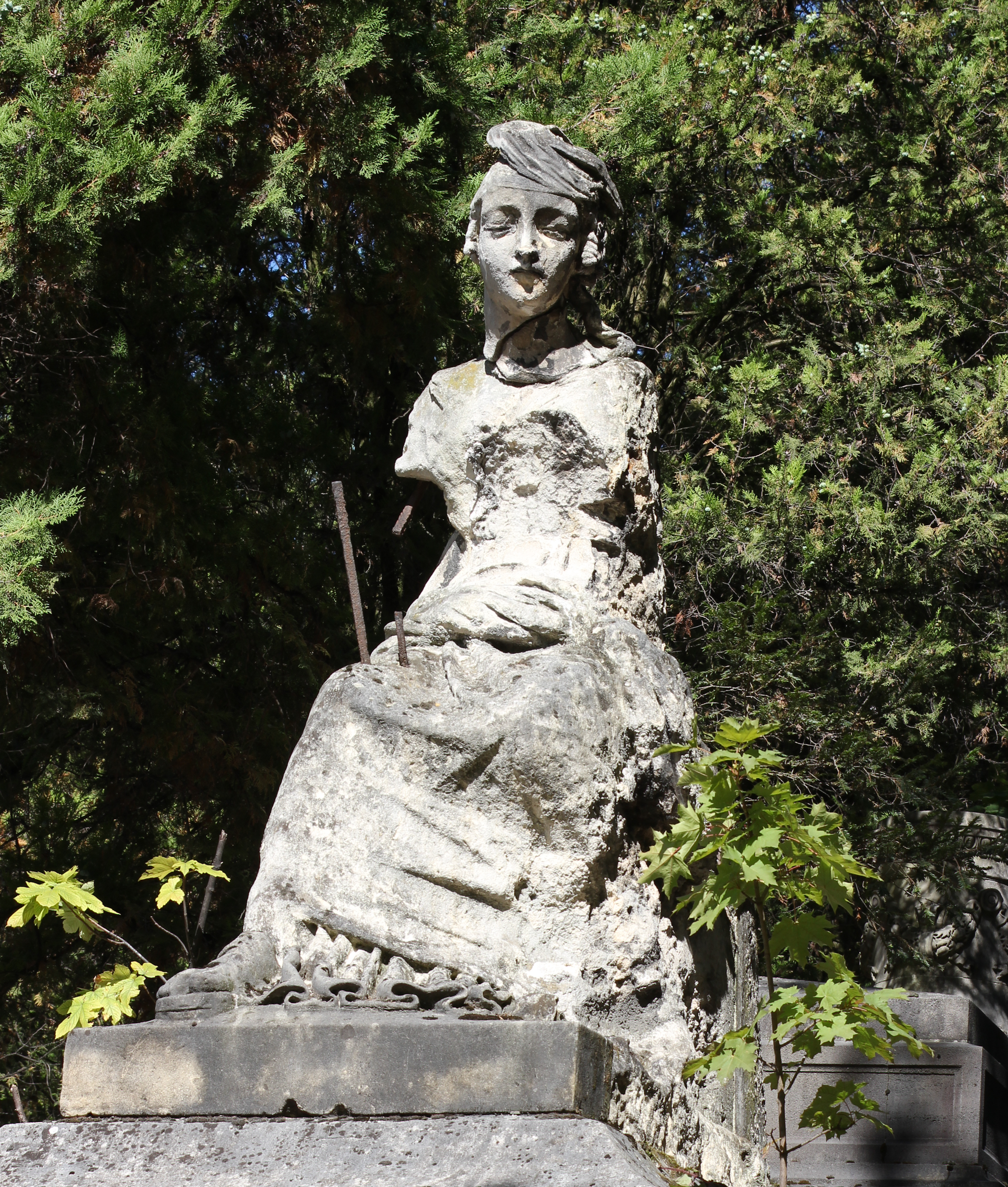
La Vierge tenant sur ses genoux l'enfant Jésus (1822) au cimetière du père Lachaise.

Il réalise également des statues pour des personnes privées. L'exemple le plus illustre en est sûrement sa statue en pierre de La Vierge tenant sur ses genoux l'enfant Jésus en date de 1822 pour le monument funéraire de Christophe-Édouard de Malet et de son épouse Athanaïs de Jumilhac au cimetière du père Lachaise (18e division),.
Son travail le plus célèbre en matière de décoration est celle de l'intérieur du Bazar de l'Industrie française, situé là où se dressait l'ancien Hôtel de Ramagnac, réalisée en 3 mois avec l'assistance de Paul Carpentier. Pierre-Sébastien Guersant en tire par ailleurs une courte monographie intitulée Bazar de l'industrie française fondé en 1827, agrandi en 1830, et décoré en 1837 publiée en 1838. Y sont représentées des allégories et des personnages historiques français idéalisés, notamment historiques et scientifiques, parmi lesquels Colbert, Sully, Bernard Palissy ou encore Lavoisier.
Sa volonté de glorification de l'histoire de France est par ailleurs récurrente : en 1832, il est rapporté lors d'une séance publique de la Société libre des beaux-arts qu'il souhaite créer des musées français départementaux dans le but d'exalter l'amour des Français pour l'histoire de leur pays.